# دیمبوولا
دیمبوولا (به لاتین: Dimbula) یک منطقهٔ مسکونی در سری‌لانکا است که در استان مرکزی (سری‌لانکا) واقع شده‌است. دیمبوولا ۱٬۲۸۹ متر بالاتر از سطح دریا واقع شده‌است.